# Strangalia angustolineata
Strangalia angustolineata là một loài bọ cánh cứng trong họ Cerambycidae.